# C2 Pictures
C2 Pictures – amerykańskie przedsiębiorstwo zajmujące się produkcją filmową i telewizyjną, założone w 1998 przez Maria Kassara i Andrew G. Vajnę.
Pierwszą produkcją studia był komediowy film sensacyjny Ja, szpieg (2002). Początkowym celem było wskrzeszenie franczyzy Terminator.
W 2008 studio zaprzestało działalności i zostało zlikwidowane.

## Produkcje

### Film
- 2002 – Ja, szpieg (I Spy)
- 2003 – Terminator 3: Bunt maszyn[3] (Terminator 3: Rise of the Machines)
- 2006 – Nagi instynkt 2 (Basic Instinct 2)
- 2006 – 1956 Wolność i miłość (Children of Glory)

### Telewizja
- 2008 – Terminator: Kroniki Sary Connor (Terminator: The Sarah Connor Chronicles) (tylko 1 sezon)